# Roccaforzata
Roccaforzata község (comune) Olaszország Puglia régiójában, Taranto megyében.

## Fekvése
A Murgia északi részén fekszik.

## Története
A település első említése (Rocca-vecchia néven) 1315-ből származik. A 15. században a Szkander bég vezette albán csapatok pusztították el. Az albánok egy része a régi település mellett számos kisebb települést alapított, ezek között Roccaforzatát. A 14. századtól hűbéri birtok volt, előbb a D'Ayello, majd a Laforza család birtoka. 1507-ben a települést a nápolyi király Lazzaro Mathes, albán tábornoknak ajándékozta, katonai sikereinek elismeréseként. A település 1804-ben lett önálló.

## Népessége
A népesség számának alakulása:

## Főbb látnivalói
- Castello - a 15. század elején épült erődített jellegű nemesi palota.
- San Nicola-templom - a 16. században épült barokk stílusban.
- Santissima Trinità-templom - a 17. században épült barokk stílusban.
- Santuario della Madonna della Camera - a kis kápolnában egy csodatévő szentképet őriznek. Fontos zarándokhely.